# Liste de racines grecques (lettre G)
Pour un article plus général, voir Racine grecque.
| Racine                                                                                             | Origine grecque                                                                               | Sens | Exemples de mots comportant la racine |
| -------------------------------------------------------------------------------------------------- | --------------------------------------------------------------------------------------------- | --- | --- |
| gabar-                                                                                             | κάραβος (kárabos)                                                                             | Escarbot, crabe, scarabée, homard, langouste | voir carab- |
| gad-                                                                                               | γάδος (gádos)                                                                                 | Merluche, morue | Gade, Gadidé, Gadiforme |
| gaïa                                                                                               | Γῆ (Gẽ) ou Γαῖα (Gaïa)                                                                        | Terre (déesse) | voir -géo- |
| -gala-                                                                                             | γάλα, -ακτος (gála, -aktos)                                                                   | Lait | voir galact(o)- |
| galact(o)- ; -galaxie ; -gala-, -gale1                                                             | γάλα, -ακτος (gála, -aktos)                                                                   | Lait | Galactite, Galactopoïèse, Galactorrhée, Galactose ; Galaxie, Agalaxie, Métagalaxie, Protogalaxie, Radiogalaxie ; Galalithe, Ornithogale, Polygala, Zythogala |
| -galaxie                                                                                           | γάλα, -ακτος (gála, -aktos)                                                                   | Lait | voir galact(o)- |
| -gale1                                                                                             | γάλα, -ακτος (gála, -aktos)                                                                   | Lait | voir galact(o)- |
| -gale2, galéo-, galeo-                                                                             | γαλέη (galéê)                                                                                 | Belette, putois, martre, fouine, furet | Galéopithèque, Galeopsis, Chirogale, Cynogale, Mygale, Pétrogale |
| galén-1, galèn-                                                                                    | γαλήνη(galếnê)                                                                                | Plomb sulfuré minéral, galène | Galène, Galénite |
| galén-2 ; Galien                                                                                   | γαλήνη(galếnê) → γαληνός (galênós) ; Γαληνός (Galênós)                                        | Calme de la mer → calme, serein ; Galien Claude (médecin grec) | Galénique, Galénisme, Galéniste ; Galien |
| galèn-                                                                                             | γαλήνη(galếnê)                                                                                | Plomb sulfuré minéral, galène | voir galén-1 |
| galéo-, galeo-                                                                                     | γαλέη (galéê)                                                                                 | Belette, putois, martre, fouine, furet | voir -gale-2 |
| Galien                                                                                             | γαλήνη(galếnê) → γαληνός (galênós) ; Γαληνός (Galênós)                                        | Calme de la mer → calme, serein ; Galien Claude (médecin grec) | voir galén-2 |
| -gam-                                                                                              | γάμος (gámos)                                                                                 | Mariage | Gamélion, Gamète, Gamétange, Gamétocyte, Gamétogénèse, Gamétophyte, Gamone, Gamopétale, Gamosépale, Gamostémone, Aethéogamie, Agame, Agamète, Agamie, Allogamie, Amphigame, Androgamie, Anémogamie, Anisogamie, Apogamie, Autogamie, Bigamie, Caryogamie, Chasmogamie, Cléistogamie, Cryptogame, Cytogamie, Digamie, Endogamie, Eurygame, Exogamie, Hétérogamie, Hologamie, Hypergamie, Mérogamie, Misogamie, Monogamie, Oogamie, Phanérogame, Polygamie, Syngamie, Trigame, |
| gamb-                                                                                              | κάμμαρος (kámmaros)                                                                           | Crevette | voir gammar- |
| -gamm-                                                                                             | γάμμα (gámma)                                                                                 | Lettre grecque gamma (γ, Γ) | Gamma1, Gamma2, Gammacaméra, Gammacardiographie, Gammacisme, Gammaglobuline, Gammagraphie, Gammascope, Gammathérapie, Gamme, (croix) Gammée, Digamma, Isogamme, (Point) gamma1, (Point) Gamma2, (Rayon) gamma |
| gammar- ; cambar- ; gamb- ; camar-                                                                 | κάμμαρος (kámmaros)                                                                           | Crevette | Gammare, Gammarolithe ; Cambarus ; Gambas ; Camaron |
| gan-                                                                                               | γαμψός                                                                                        | Recourbé (bec, ongle, corne, serre) | Ganse, Ganser |
| ganglion-                                                                                          | γάγγλιον (gágglion)                                                                           | Tumeur sous-cutanée, glande | Ganglion, Ganglionnaire |
| gangren-, gangrèn-                                                                                 | γάγγραινα (gággraina)                                                                         | Gangrène | Gangrène, Gangrener |
| ganoïd-                                                                                            | γάνος (gános)                                                                                 | Éclat d'un liquide limpide et brillant | Ganoïde |
| garg- ; gargar-                                                                                    | γαργαρεών (gargareốn), γαργαρισμός (gargarismós)                                              | Luette ; gargarisme | Gargote, Gargouille ; Gargariser, Gargarisme |
| gargar-                                                                                            | γαργαρεών (gargareốn), γαργαρισμός (gargarismós)                                              | Luette ; gargarisme | voir garg- |
| gas-                                                                                               | χάος (kháos)                                                                                  | Abîme, gouffre, espace immense et ténébreux avant l’origine des choses ; masse confuse | voir chao(t)- |
| gastéro-, gastr-                                                                                   | γαστήρ, -τρός (gastếr, -trós) ; γάστρα (gástra)                                               | Ventre, estomac ; panse d'un vase, vase pansu, marmite | Gastralgie, Gastrectomie, Gastéropode, Gastrine, Gastrique Gastroentérite, Gastrolithe, Gastronomie, Gastrophryne, Gastrulation |
| gastr-                                                                                             | γαστήρ, -τρός (gastếr, -trós) ; γάστρα (gástra)                                               | Ventre, estomac ; panse d'un vase, vase pansu, marmite | voir gastéro- |
| -gaz-                                                                                              | χάος (kháos)                                                                                  | Abîme, gouffre, espace immense et ténébreux avant l’origine des choses ; masse confuse | voir chao(t)- |
| -gé-, ge-                                                                                          | Γῆ (Gẽ) ou Γαῖα (Gaïa)                                                                        | Terre (déesse) | voir -géo- |
| géant-                                                                                             | γίγας (gígas)                                                                                 | Géant | voir giga- |
| -gée                                                                                               | Γῆ (Gẽ) ou Γαῖα (Gaïa)                                                                        | Terre (déesse) | voir -géo- |
| geit-                                                                                              | γείτων (geítôn)                                                                               | Voisin | Métageitnion |
| -gén-, -gène, -génie1, géno- ; genes-, -genèse, -génèse, -génésie ; -gine ; -gone2, gon-1, -gonie2 | γεννάω,(gennáô) → γένεσις, (génesis) ; γένος, (génos) ; γίγνομαι,(gígnomai) → γόνος, (gónos)  | Engendrer → formation ; race ; devenir, se produire → procréation | Gène, Généalogie, Généthliaque, Généthliographie, Généthliologie, Généticien, Génétique, Génie, Génocide, Génogramme, Génome, Génophobie, Génopole, Génotoxicité, Génotype, Aborigène, Acrogène, Allergène, Allogène, Alphagène, Altéragène, Amphigène, Amphogène, Anagène, Androgène, Aneugène, Anorexigène, Anthogène, Anthropogène, Anthropozoogène, Antigène, Antihydrogène, Anti-œstrogène, Antioxygène, Apyrogène, Aristogène, Arrhénogène, Attagène, Autogène, Basigène, Biogène, Carcinogène, Cariogène, Catagène, Cécidogène, Chalcogène, Chrysogène, Chthonogène, Clastogène, Climatogène, Collagène, Conigène, Coproporphyrinogène, Coralligène, Crisogène, Cristallogène, Cryogène, Cryptogène, Cyanogène, Cybernigène, Cytopathogène, Diabétogène, Digène, Dihydrogène, Diméthyl-dixanthogène, Diogène, Dioxygène, Diphosgène, Dynamogène, Échogène, Électrogène, Endogène, Enthéogène, Entomogène, Éogène, Épigène, Épigénétique, Épileptogène, Ergogène, Érogène, Esthésiogène, Eugène, Exogène, Galactogène, Gammagène, Gazogène, Géogène, Glycogène, Goniogène, Halogène , Haptogène, Hématogène, Hétérogène, Hexogène, Histogène, Homéogène, Homogène, Hydrogène, Hyperandrogène, Hypnogène, Hypoéchogène, Hypogène, Hystérogène, Iatrogène, Iconogène, Inhomogène, Iphigénie, Ionogène, Isogène, Kératogène, Kérogène, Lacrymogène, Leptogène, Lysogène, Méthanogène, Mitogène, Monogène, Monogéné, Morphogène, Mycoœstrogène, Nécrogène, Néogène1, Néogène2, Néphrogène, Nitrogène, Nitrogéné, Octogène, Œstrogène, Ombrogène, Oncogène, Orexigène, Organogène, Organohalogéné, Origène, Orogénie, Orthohydrogène, Ostéogène, Oxygène, Oxygéné, Paléogène1, Paléogène2, Pangène, Paracyanogène, Pathogène, Pathogénie, Pélogène, Peroxygéné, Persulfocyanogène, Pétrogène, Phellogène, Phobogène, Phosgène, Photogène, Phylogénie, Phytogène, Phytoestrogène, Phytopathogène, Plutonigène, Pneumoallergène, Pnictogène, Polémogène, Porogène, Porphobilinogène, Préuroporphyrinogène, Protéinogène, Protogène, 7Protophytogène, Psammogène, Pseudogène, Psychogène, Ptyalogène, Purpurigène, Pyogène, Pyrogène, Pyrogéné, Radiogène, Rhizogène, Saccharigène, Séricigène, Sialogène, Sismogène, Sosigène, Stéréogène, Sulfocyanogène, Symboligène, Télogène, Tératogène, Théagène, Thélygène, Toxicomanogène, Typhogène, Trémogène, Trihydrogène, Trioxygène, Tritigène, Uroporphyrinogène, Xéno-androgène, Xénoantigène, Xénoestrogène, Xylogène, Zoogène, Zymogène ; Genèse1, Genèse2, Genesis, Abiogenèse, Agénésie, Ammoniogenèse, Anagenèse, Androgenèse, Angiogenèse, Anthropogenèse, Anthropogénésie, Autogenèse, Baryogenèse, Biogenèse, Blastogenèse, Cacogenèse, Cænogénèse, Catagenèse, Chronogénèse, Cladogenèse, Cyanogenèse, Diagenèse, Digenèse, Diplogénèse, Dysgénésie, Ectogenèse, Électrogénèse, Embryogenèse, Endogenèse, Entophytogenèse, Entozoogenèse, Épigenèse, Épirogenèse, Ethnogenèse, Eugénésie, Gamétogenèse, Gluconéogenèse, Glycogenèse, Glycogénogenèse, Helminthogénésie, Hétérogénésie, Histogenèse, Horogenèse, Hypergenèse, Iatrogénèse, Lactogénèse, Lipogenèse, Lithogenèse, Mégalanthropogénésie, Métagenèse1, Métagenèse2, Méthanogenèse, Monogenèse, Morphogenèse, Myogenèse, Néoglucogénèse, Néoglycogenèse, Neurogenèse, Odontogenèse, Ontogenèse, Oogenèse, Organogenèse, Organogénésie, Orogenèse, Orthogenèse, Orthogénèse, Ostéogenèse, Palingénèse, Palingénésie, Paragenèse, Paragénésie, Parthénogenèse, Pathogenèse, Pathogénésie, Pédogenèse, Pharmacogenèse, Phylogenèse, Politogenèse, Polygénèse, Polygenèse, Psychogenèse, Pyrogenèse, Rhizogenèse, Rhizogénèse, Schismogenèse, Schizogenèse, Somatogenèse, Spéléogenèse, Spermatogenèse, Spermiogenèse, Syngenèse, Syngénésie, Tachygenèse, Tératogenèse, Thermogenèse, Thigmomorphogenèse, Tonogenèse, Tychoparthénogénèse ; Protogine ; Gonade, Gonadostimuline, Gonadotropine, Gonange, Gonidie, Gonochorie, Gonocoque, Gonocyte, Gonophore, Gonorrhée, Gonosome, Gonozoïde, Antigone, Anthropogonie, Archégone, Cosmogonie, Épigone, Érigone, Oogone, Sporogone |
| -gène                                                                                              | γεννάω, (gennáô) → γένεσις, (génesis) ; γένος, (génos) ; γίγνομαι,(gígnomai) → γόνος, (gónos) | Engendrer → formation ; race ; devenir, se produire → procréation | voir -gén- |
| genes-, -genèse, -génèse, -génésie                                                                 | γεννάω,(gennáô) → γένεσις, (génesis) ; γένος, (génos) ; γίγνομαι,(gígnomai) → γόνος, (gónos)  | Engendrer → formation ; race ; devenir, se produire → procréation | voir -gén- |
| -génie1                                                                                            | γεννάω,(gennáô) → γένεσις, (génesis) ; γένος, (génos) ; γίγνομαι,(gígnomai) → γόνος, (gónos)  | Engendrer → formation ; race ; devenir, se produire → procréation | voir -gén- |
| -génie-2                                                                                           | γένειον (géneion)                                                                             | Menton, ensemble "lèvres, menton et joue" | voir génio- |
| génio-, -génie-2                                                                                   | γένειον (géneion)                                                                             | Menton, ensemble "lèvres, menton et joue" | Génien, Génioglosse, Géno-hyoïdien, Génioplastie, Naso-génien |
| géno-                                                                                              | γεννάω,(gennáô) → γένεσις, (génesis) ; γένος, (génos) ; γίγνομαι,(gígnomai) → γόνος, (gónos)  | Engendrer → formation ; race ; devenir, se produire → procréation | voir -gén- |
| -géo-, geo-, -gé-, ge- ; gaïa ; gio- ; -gée ; jo-, jü- ; you-, yu-                                 | Γῆ (Gẽ) (Gẽ) ou Γαῖα (Gaïa)                                                                   | Terre (déesse) | Géanticlinal, Géochimie, Géode1, Géode2, Géodésie, Géodésique, Géoglyphe, Géographie, Géoïde, Géokronite, Géolinguistique, Géolocalisation, Géologie, Géomancie, Géomarketing, Géomatique, Géomécanique, Géométrie, Géomorphologie, Geomys, Géonyme, Géophysique, Géopolitique, Géopotentiel, Georges, Géorgie, Georgius, Géorgiques, Géostationnaire, Géostatistique, Géostrophique, Géosynchrone, Géosynclinal, Géotechnique, Géotextile, Géothermie, Géotropisme, Endogé, Épigé, Giorgio, Hydrogéologie, Hypocarpogé ; Gaïa ; Apogée, Hypogée, Pangée, Périgée ; Jordi, Jorge, Jürgen, Jürgens ; Youri, Yuri |
| géphyr-, gephyr-                                                                                   | γεφυρόω (gephuróô) → γέφυρα (géphura) ; γεφυρίζω (gephurízô) → γεφυρισμός (gephurismós)       | Couvrir d'une chaussée, jeter un pont sur → chaussée, pont, tunnel ; assaillir de plaisanteries grossières [comme faisaient les oisifs sur le pont, pendant les mystères d’Éleusis] → plaisanterie grossière, raillerie injurieuse | Gephyra1, Gephyra2, Gephyra3, Géphyriens1, Géphyriens2, Géphyrisme, Géphyrophobie, Géphyrôsis |
| -ger-                                                                                              | γέρων (gérôn) ; γήρας (gếras)                                                                 | Vieillard ; vieillesse | voir -géront(o)- |
| géran-                                                                                             | γέρανος (géranos)                                                                             | Grue | Géranium, Géraniol |
| Gero-                                                                                              | ἱερός (hierós)                                                                                | Sacré | voir hiéro- |
| -géront(o)- ; -ger-                                                                                | γέρων (gérôn) ; γήρας (gếras)                                                                 | Vieillard ; vieillesse | Gérontocratie, Gérontologie, Gérontophilie ; Gériatrie, Ageratum, Érigéron |
| giga- ; géant-                                                                                     | γίγας (gígas)                                                                                 | Géant | Gigabit, Gigabyte, Gigahertz, Gigamètre, Giganewton, Gigantesque, Gigantisme, Gigantocyte, Gigantolite, Gigantomachie, Gigantopithèque, Gigaoctet, Gigaseconde, Gigavolt, Gigawatt ; Géant, Géantiste |
| -gine                                                                                              | γεννάω,(gennáô) → γένεσις, (génesis) ; γένος, (génos) ; γίγνομαι,(gígnomai) → γόνος, (gónos)  | Engendrer → formation ; race ; devenir, se produire → procréation | voir -gén- |
| gingembr- ; ginger- ; zingib-                                                                      | ζιγγίβερις (ziggíberis)                                                                       | Gingembre | Gingembre, Gingembrer ; Gingerbread ; Zingiber, Zingibéracée |
| ginger-                                                                                            | ζιγγίβερις (ziggíberis)                                                                       | Gingembre | voir gingembr- |
| gio-                                                                                               | Γῆ (Gẽ) ou Γαῖα (Gaïa)                                                                        | Terre (déesse) | voir -géo- |
| -gir-                                                                                              | γῦρος (gũros)                                                                                 | Cercle | voir -gyro- |
| giro-1                                                                                             | γῦρος (gũros)                                                                                 | Cercle | voir -gyro- |
| Giro-2                                                                                             | ἱερός (hierós)                                                                                | Sacré | voir hiéro- |
| glauc- ; glauq-                                                                                    | γλαυκός (glaukós) ; γλαύκωμα (glaúkôma)                                                       | brillant, étincelant, glauque, vert pâle, bleu pâle, bleu-vert ; glaucome | Glaucescent, Glaucium, Glaucome, Glaucon, Glauconie, Glauconite, Glaucope, Glaucophane ; Glauque |
| glauq-                                                                                             | γλαυκός (glaukós) ; γλαύκωμα (glaúkôma)                                                       | brillant, étincelant, glauque, vert pâle, bleu pâle, bleu-vert ; glaucome | voir glauc- |
| -glée                                                                                              | γλοιός(gloiós), γλία (glía) ; γλίσχρος (glískhros)                                            | Glu, gomme ; visqueux, gluant, tenace | voir -gli- |
| glén-                                                                                              | γλήνη (glếnê)                                                                                 | Pupille, prunelle, cavité peu profonde dans laquelle s'articule un os | voir -glène |
| -glène, glén-                                                                                      | γλήνη (glếnê)                                                                                 | Pupille, prunelle, cavité peu profonde dans laquelle s'articule un os | Glène, Glénoïde, Euglène |
| -gli- ; -glée                                                                                      | γλοιός(gloiós), γλία (glía) ; γλίσχρος (glískhros)                                            | Glu, gomme ; visqueux, gluant, tenace | Glial, Glie, Glioblastome, Gliome, Glischroïdie, Macroglie, Microglie, Neurogliome, Névroglie, Oligodendroglie ; Mésoglée, Zooglée |
| -glis-                                                                                             | καλέω(kaléô) ; ἐκκλησία (ekklêsía)                                                            | Appeler, convoquer, inviter, nommer ; assemblée | voir -clés-1 |
| -gloss-                                                                                            | γλῶττα (glỗtta) ; γλῶσσα (glỗssa)                                                             | Langue ; langue | voir -glott- |
| -glott- ; -gloss-                                                                                  | γλῶττα (glỗtta) ; γλῶσσα (glỗssa)                                                             | Langue ; langue | Glottal, Glotte, Glottite, Glottochronologie, Alloglotte, Épiglotte, Hétéroglotte, Polyglotte, Proglottis ; Glossaire, Glossalgie, Glossectomie, Glossème, Glossite, Glossocèle, Glossodynie, Glossographe, Glossolalie, Glossophage, Glossophytie, Glossoplégie, Glossopteris, Glossotomie, Aglosse, Balanoglosse, Baryglossie, Buglosse, Cératoglosse, Cynoglosse, Diglosse, Hyoglosse, Hypoglosse, Isoglosse, Loroglosse, Ophioglosse, Pangloss, Phanéroglosse, Stylo-glosse, Trichoglossie, Zaglossus |
| -gluc- ; -glyc- ; -glycér- ; -gly-                                                                 | γλυκύς (glukús)                                                                               | Doux, sucré | Glucagon, Glucide, Glucidogramme, Glucine, Glucinium, Glucitol, Glucocorticoïde, Glucomètre1, Glucomètre2, Gluconate, Glucosamine, Glucose, Glucoside, Glucosurie, Phloroglucinol ; Glycémie, Glycérat, Glycéride, Glycine, Glycocolle, Glycogène, Glycogenèse, Glycol, Glycolyse, Glyconien, Glycopexie, Glycophilie, Glycoprotéine, Glycorachie, Glycosurie, Aglycone, Chromoglycate, Hyperglycémie, Hypoglycémie, Polyglycol, Triglycéride ; Glycéraldéhyde, Glycérine, Glycérolé, Glycérocolle, Glycérolphosphate, Glycérophtalique, Nitroglycérine, Triglycéride ; Glyoxal, Glyoxalique, Glyoxylique, Diméthylglyoxime |
| -gly-                                                                                              | γλυκύς (glukús)                                                                               | Doux, sucré | voir -gluc- |
| -glyc-                                                                                             | γλυκύς (glukús)                                                                               | Doux, sucré | voir -gluc- |
| -glycér-                                                                                           | γλυκύς (glukús)                                                                               | Doux, sucré | voir -gluc- |
| -glyphe- ; -glypt-                                                                                 | γλύφω(glúphô) → γλυφή (gluphế)                                                                | Graver → sculpture, ciselure, gravure, sillon | Glyphe1, Glyphe2, Glyphéide, Aglyphe, Anaglyphe, Dactylioglyphe, Dermatoglyphe, Diaglyphe, Géoglyphe, Hiéroglyphe, Opisthoglyphe, Pétroglyphe, Protéroglyphe, Solénoglyphe, Tectoglyphe, Triglyphe, Tyroglyphe ; Glyptal, Glyptodon, Glyptographie, Glyptothèque, Anaglyptique, Diaglypte, Photoglyptie |
| -glypt-                                                                                            | γλύφω(glúphô) → γλυφή (gluphế)                                                                | Graver → sculpture, ciselure, gravure, sillon | voir -glyphe- |
| -gnath-                                                                                            | γνάθος,(gnáthos)                                                                              | Mâchoire | Gnathion, Gnathothèque, Gnathostome, Agnathe, Chétognathe, Compsognathus, Eurygnathe, Exognathe, Labidognathe, Prognathe, Opisthognathe, Orthognathe, Rétrognathie, Syngnathe, Syngnathidé |
| -gnom-1                                                                                            | γιγνώσκω (gignốskô) → γνῶσις (gnỗsis) ; γνώμη (gnốmê)                                         | Apprendre à connaître, comprendre, reconnaître, décider, juger → connaissance, reconnaissance ; faculté de connaître, intelligence, jugement, opinion, sentence                                                                    | voir -gnos- |
| gnom-2                                                                                             | γηνόμος (gênómos)                                                                             | Habitant de la terre | Gnome, Gnomide |
| -gnos- ; -gnost- ; -gnom-1 ; -nostic ; -nomie1 ; grom-                                             | γιγνώσκω (gignốskô) → γνῶσις (gnỗsis) ; γνώμη (gnốmê)                                         | Apprendre à connaître, comprendre, reconnaître, décider, juger → connaissance, reconnaissance ; faculté de connaître, intelligence, jugement, opinion, sentence                                                                    | Gnose, Gnosie, Autognosie, Bibliognosie, Dysgnosie, Géognosie, Prosopagnosie, Somato-agnosie, Stéréognosie, Topoagnosie ; Gnostique, Agnostique, Anagnoste, Cytodiagnostic, Diagnostic, Hémodiagnostic, Iridodiagnostic, Sérodiagnostic, Xénodiagnostic, Zymodiagnostic ; Gnomique, Gnomisme, Gnomon, Gnomonique, Chirognomonie, Métagnomie, Pathognomonie, Physiognomonie ; Pronostic ; Physionomie ; Groma |
| -gnost-                                                                                            | γιγνώσκω (gignốskô) → γνῶσις (gnỗsis) ; γνώμη (gnốmê)                                         | Apprendre à connaître, comprendre, reconnaître, décider, juger → connaissance, reconnaissance ; faculté de connaître, intelligence, jugement, opinion, sentence                                                                    | voir -gnos- |
| gobel-                                                                                             | κόβαλος (kóbalos)                                                                             | Fourbe, trompeur, mauvais plaisant, moqueur, lutin, génie malfaisant | voir kobol- |
| gobie                                                                                              | κωβιός (kôbiós)                                                                               | Goujon | Gobie |
| gompho-                                                                                            | γόμφος (gómphos)                                                                              | Cheville, épingle, coin | Gomphotherium |
| gomm-                                                                                              | κόμμι (kómmi)                                                                                 | Gomme | Gomme, Gommeux, Gommier |
| gon-1                                                                                              | γεννάω,(gennáô) → γένεσις, (génesis) ; γένος, (génos) ; γίγνομαι,(gígnomai) → γόνος, (gónos)  | Engendrer → formation ; race ; devenir, se produire → procréation | voir -gén- |
| gon-2                                                                                              | γόμφος                                                                                        | Cheville (de fer ou de bois), traverse, articulation | Gond |
| gon-3, -gonal                                                                                      | γωνία(gônía) ; γόνυ (gónu)                                                                    | Angle ; genou | voir -gone1 |
| gondo-                                                                                             | κόντουρα                                                                                      | À queue courte, raccourci6 | Gondole, Gondoler, Gondolement |
| -gone1, gon-, -gonal, -gonie1, gonio-                                                              | γωνία(gônía) ; γόνυ (gónu)                                                                    | Angle ; genou | Gonalgie, Gonarthrose, Goniatite, Goniomètre, Gonion, Agone, Amblygonite, Chiliogone, Coregone, Décagone, Diagonale, Dodécagone, Orthogonal, Pentagone1, Pentagone2, Polygonacées, Polygone, Téragone, Trigonie |
| -gone2                                                                                             | γεννάω,(gennáô) → γένεσις, (génesis) ; γένος, (génos) ; γίγνομαι,(gígnomai) → γόνος, (gónos)  | Engendrer → formation ; race ; devenir, se produire → procréation | voir -gén- |
| -gonie1                                                                                            | γωνία(gônía) ; γόνυ(gónu)                                                                     | Angle ; genou | voir -gone1 |
| -gonie2                                                                                            | γεννάω,(gennáô) → γένεσις, (génesis) ; γένος, (génos) ; γίγνομαι,(gígnomai) → γόνος, (gónos)  | Engendrer → formation ; race ; devenir, se produire → procréation | voir -gén- |
| gonio-                                                                                             | γωνία(gônía) ; γόνυ(gónu)                                                                     | Angle ; genou | voir -gone1 |
| gorgon-                                                                                            | Γοργώ (Gorgố)                                                                                 | Gorgone (monstre) | Gorgonaire, Gorgone, Gorgonine |
| gorill-                                                                                            | γόριλλαι (górillai)                                                                           | Tribu de femmes africaines velues | Gorille1, Gorille2 |
| -gouvern-                                                                                          | κυβερνάω (kubernáô → κυβερνήτης (kubernếtês)                                                  | Diriger → Pilote, commandant | voir cyber- |
| grabat-                                                                                            | κράββατος (krábbatos)                                                                         | (Mauvais) lit de repos, litière, grabat | Grabat, Grabataire |
| -gramm(e)- ; grim-                                                                                 | γράμμα(grámma)                                                                                | Lettre | Grammaire, Grammatical, Gramme, Anagramme, Autostéréogramme, Calligramme, Chromatogramme, Chronogramme, Cryptogramme, Digramme, Électrocardiogramme, Électroencéphalogramme, Épigramme, Heptagramme, Hexagramme, Lipogramme, Monogramme, Organigramme, Pentagramme, Polygramme, Programme, Spermogramme, Tautogramme, Télégramme, Tétragramme, Trichogramme, Trigramme ; Grimoire |
| -graph(o)- ; -greff-                                                                               | γράφω(gráphô)                                                                                 | Écrire | Graphe, Grapheur, Graphisme, Graphite, Grapholithe, Graphologie, Graphomètre, Achthéographe, Actinographe, Aérographe, Agiographe, Agrographe, Allographe, Ampélographe, Anagraphe, Anapnographe, Anégygraphe, Anémographe, Anémométographe, Anépigraphe, Anonymographe, Anopisthographe, Anthropogéographe, Anthropographe, Antigraphe, Apographe, Archéographe, Architectonographe, Architypographe, Arithmographe, Astrophotographe, Audiographe, Autobiographe, Autobiographie, Autographe, Barographe, Barométographe, Barométrographe, Bélinographe, Bibliographie, Biogéographe, Biographe, Calligraphie, Chorégraphie, Brachygraphe, Cæcographe, Calcographe, Calligraphe, Cardiographe, Cartographe, Catalogographe, Catalographe, Cécographe, Cérographe, Chalcographe, Chartographe, Chélonographe, Chirographe, Chorégraphe, Chromatographie, Chromographe, Chromo-lithographe, Chronographe, Chronotachygraphe, Chrysographe, Cinématographe, Clitographie, Cométographe, Coronographe, Cosmographe, Craniographe, Cristallographie, Cryptographie, Cyclographe, Cythérographe, Dactylographie, Démographie, Discographie, Dynamographe, Échographie, Élaphographe, Électrocardiographe, Électroglottographe, Électrographe, Élégiographe, Ellipsographe, Entomographe, Épigraphe, Épistolographe, Ergographe, Ethnographe, Eugraphe, Géocartographe, Géodésigraphe, Géographie, Glossographe, Hagiographie, Halographe, Harmonographe, Héliographe, Hématographie, Hérésiographe, Historiographe, Holographe, Homalographe, Homographe, Homolographe, Homophonographe, Hyalographe, Hydrographie, Hygrographe, Hymnographe, Hypergraphe, Hypnographe, Ïambographe, Ichniographe, Ichnographe, Ichthyographe, Ichtyographe, Iconographie, Kymographe, Lexicographe, Lichénographe, Limnigraphe, Lithographie, Logographe, Logotachygraphe, Macrophotographie, Mammographie, Manographe, Mécanographie, Mélographe, Métallographe, Météorographe, Métrographe, Micrographe, Miméographe, Mimographe, Monographie, Muographe, Muséographie, Musicographie, Myographe, Mythographe, Navigraphe, Néographe, Névrographe, Nomographe, Normographe, Numismatographe, Nyctographe, Océanographie, Odographe, Oenographe, Olographe, Onirographe, Ophiographe, Opisthographe, Opticographe, Opticonographe, Oréographe, Orographe, Orthographe, Orthotypographe, Oryctographe, Ostéographe, Pantographe, Paragraphe, Phonographe, Photographie, Pornographie, Pluviographe, Polygraphe, Prosopographie, Pyrographe, Radiographie, Reprographie, Scénographie, Scintigraphie, Sérigraphie, Sismographe, Soûlographie, Stéganographie, Sténographie, Stéréophotographie, Stratigraphie, Stylographe, Tachygraphe, Télégraphie, Thermographie, Tomographie, Topographie, Typographie, Xérographie ; Greffe1,Greffe2, Greffier, Allogreffe, Autogreffe, |
| grec-                                                                                              | γραικός (graikós)                                                                             | Grec | Grec, Grecque |
| -greff-                                                                                            | γράφω(gráphô)                                                                                 | Écrire | voir -graph(o)- |
| greg, grég-, gregh ; gring-                                                                        | ἐγείρω (eg(h)eírô) → γρηγορέω(grêgoréô) → γρήγορος (grếgoros)                                 | Faire lever, éveiller, dresser, ériger, exciter → veiller, être éveillé → qui veille | Gregh, Grégoire, Gregor, Gregory, Égrégore ; Gringoire |
| griff- ; -gryp-                                                                                    | γρύψ (grúps) ; γρυπός (grupós)                                                                | Griffon (oiseau fabuleux) ; recourbé, crochu | Griffon ; Grype, Gryphée, Gryphose, Arthrogrypose, Liogryphée, Onychogryphose |
| grim-                                                                                              | γράμμα(grámma)                                                                                | Lettre | voir -gramm(e)- |
| gring-                                                                                             | ἐγείρω (eg(h)eírô) → γρηγορέω(grêgoréô) → γρήγορος (grếgoros)                                 | Faire lever, éveiller, dresser, ériger, exciter → veiller, être éveillé → qui veille | voir grég- |
| grom-                                                                                              | γιγνώσκω (gignốskô) → γνῶσις (gnỗsis) ; γνώμη (gnốmê)                                         | Apprendre à connaître, comprendre, reconnaître, décider, juger → connaissance, reconnaissance ; faculté de connaître, intelligence, jugement, opinion, sentence                                                                    | voir -gnos- |
| -gryp-                                                                                             | γρύψ (grúps) ; γρυπός (grupós)                                                                | Griffon (oiseau fabuleux) ; recourbé, crochu | voir griff- |
| -gueus-                                                                                            | γεῦσις (geũsis)                                                                               | Dégustation, goût, saveur | Agueusie |
| guitar-                                                                                            | κιθάρα (kithára)                                                                              | Cithare | voir cithar- |
| gymn(o)-                                                                                           | γυμνός (gumnós)                                                                               | Nu | Gymnarque, Gymnase, Gymnasiarchie, Gymnastique, Gymnique, Gymnoblaste, Gymnocarpe, Gymnocladus, Gymnodactyle, Gymnodinium, Gymnogyne, Gymnopédie, Gymnosome, Gymnosophie, Gymnosperme, Gymnosporangium, Gymnote |
| -gyn- ; gynéc(o)-                                                                                  | γυνή, -αικός (gunế, -aikόs)                                                                   | Femme | Gynandrie, Gynandromorphisme, Gynerium, Gynocratie, Gynogenèse, Gynosome, Agynaire, Agynique, Androgyne, Dodécagyne, Entélégyne, Épigyne, Ergatogyne, Exogyne, Gymnogyne, Haplogyne, Hétérogyne, Hexagyne, Hypogyne, Misogyne, Monogyne, Périgyne, Protogyne, Polygynie ; Gynécée, Gynécologie, Gynécomastie, Gynécopathie, Gynécophobie |
| -gynéc(o)-                                                                                         | γυνή, -αικός (gunế, -aikόs)                                                                   | Femme | voir -gyn- |
| gyp-1                                                                                              | γύψ (gúps)                                                                                    | Vautour, oiseau de proie | Gypaète |
| gyp-2                                                                                              | γύψος (gúpsos)                                                                                | Gypse, plâtre, chaux vive | Gypse, Gypsomètre, Gypsophile |
| -gyr-                                                                                              | γῦρος (gũros)                                                                                 | Cercle | voir -gyro- |
| -gyro-, -gyr- ; -gir-, giro-1                                                                      | γῦρος (gũros)                                                                                 | Cercle | Gyration, Gyrencéphalie, Gyrin, Gyrobroyeur, Gyrocompas, Gyromagnétisme, Gyromancie, Gyromètre, Gyromitre, Gyrophare, Gyroplane, Gyroptère, Gyroscope, Gyrostat, Gyrovague, Gyrus, Anagyre, Dextrogyre, Exogyre, Lévogyre, Spirogyre ; Girandole, Girasol, Giration, Giratoire, Giravion, Girelle, Giro, Girodyne, Girolle, Autogire |